# مزرعة بيلة سهران (شرقي أردبيل)
مزرعة بیلة سهران (بالإنجليزية: Mazar-e Pileh Sehran)‏ هي منطقة سكنية تقع في إيران في قسم الشرقي الريفي.